# ЧПК маршрутизатор

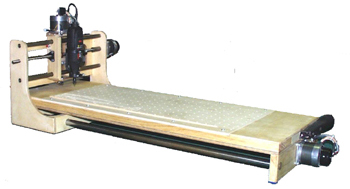
Портальний ЧПК маршрутизатор з рухомим порталом

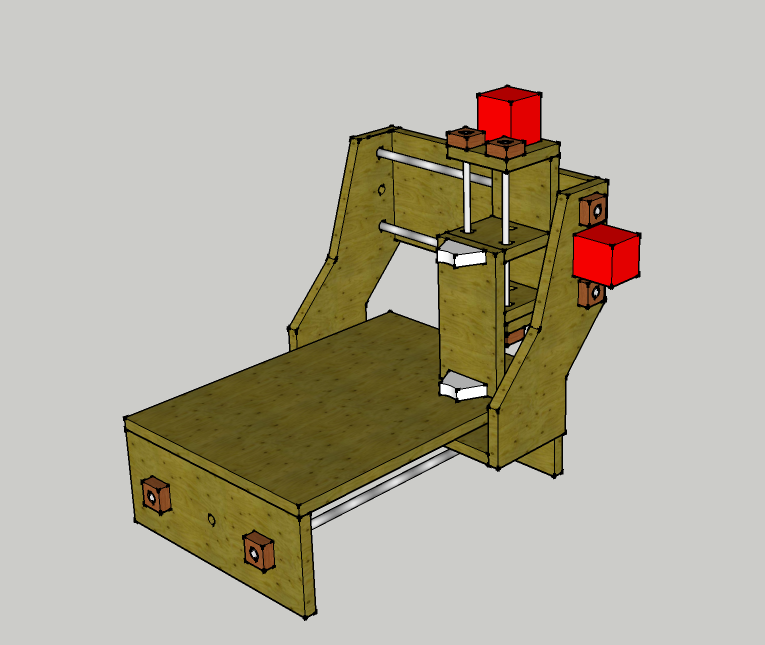

ЧПК маршрутизатор (англ. CNC router) — верстат з комп'ютерним числовим програмним керуванням, призначений для обробки матеріалів шляхом керованого переміщення інструмента відносно поверхні деталі. ЧПК маршрутизатори використовують для обробки деталей фрезеруванням, свердлуванням, гравіруванням, випалюванням та деякими іншими методами обробки. ЧПК маршрутизатор за концепцією часто схожий до фрезерного верстату з ЧПК. Розробка ЧПК маршрутизаторів є одним з напрямів технічної творчості.

## Призначення
ЧПК маршрутизатори використовуються для точного відтворення 2D або 3D комп'ютерних моделей і забезпечують 3, 4 або 5 ступенів свободи для інструменту відносно деталі.
Залежно від способу переміщення інструмента відносно деталі ЧПК маршрутизатори поділяються на портальні з рухомим столом, портальні з рухомим порталом, безпортальні з координатним столом, безпортальні без стола.
Промислові верстати виготовляються зі сталі, хобійні — з алюмінію або фанери.

## Конструктивні схеми

### Портальний ЧПК маршрутизатор з рухомим столом
Конструкція портального ЧПК маршрутизатора з рухомим столом складається з рухомого відносно осі X стола та нерухомого порталу, на якому закріплений рухомий вздовж осей Y та Z інструмент. Конструкція забезпечує високу жорсткість системи, але не дозволяє обробляти заготовки відносно великого розміру та великої ваги.

### Портальний ЧПК маршрутизатор з рухомим порталом
Конструкція портального ЧПК маршрутизатора з рухомим порталом складається з рухомого відносно осі X порталу, на якому закріплений рухомий вздовж осей Y та Z інструмент. Конструкція забезпечує дещо меншу жорсткість системи, та дозволяє обробляти заготовки відносно великого розміру та великої ваги.

### Безпортальний ЧПК маршрутизатор з рухомим столом
Конструкція безпортального ЧПК маршрутизатора з рухомим столом складається з штанги, на якій відносно осі Z може переміщуватись інструмент, деталь встановлюється на хрестоподібному рухомому відносно осі X стола та нерухомого порталу, на якому закріплений рухомий вздовж осей Y та Z інструмент. Забезпечує відносно невисоку жорсткість системи, не дозволяє обробляти заготовки відносно великого розміру та великої ваги. Схема використовується в промислових фрезерувальних верстатах та стругальних верстатах.

### Безпортальний ЧПК без стола
Конструкція безпортального ЧПК маршрутизатора без стола передбачає закріплення верстата безпосередньо на деталі або іншій зовнішній відносно верстата поверхні. Забезпечує невисоку жорсткість системи, але дозволяє обробляти заготовки великого розміру та великої ваги.

## Двигуни та привід
Переміщення інструмента та/або деталі здійснюється кроковими двигунами. В окремих випадках замість дорогих крокових двигунів встановлюють колекторні двигуни постійного струму, обладнані датчиками положення валу.
Перетворення обертового руху валу двигуна в лінійний рух інструмента або деталі виконують гвинтові, ланцюгові або зубчасто-ремінні передачі.

## Точність та повторюваність
Точність верстатів визначається жорсткістю конструкції та точністю приводу. На хобійних верстатах вдається досягати точності близько 0.1 мм або краще, на промислових — 0.01 мм або краще.
Повторюваність верстатів визначається можливістю конструкції та приводу верстата підтримувати координати інструмента або деталі відповідно до наперед встановленої точки відліку. Повторюваність верстатів звичайно є в 2-3 рази гіршою, ніж точність.